# Papa Ibra Tall
Papa Ibra Tall, né en 1935 à Tivaouane et mort 26 juillet 2015, est un artiste peintre sénégalais.

## Biographie
Papa Ibra Tall naît en 1935 à Tivaouane,.
Il est formé à l’École spéciale d’architecture de Paris et suit des études en pédagogie comparée pour l’enseignement de l’Art à Sèvres dont il ressort diplômé en 1959.
Il est considéré comme un artiste de talent et un pionnier des arts plastiques. Mort le 26 juillet 2015 à l'âge de 80 ans, il inhumé le lendemain dans sa ville natale.